# Brown Deer
Brown Deer é uma aldeia localizada no estado norte-americano do Wisconsin, no Condado de Milwaukee.

## Demografia
Segundo o censo norte-americano de 2000, a sua população era de 12.170 habitantes. 
Em 2006, foi estimada uma população de 11.586, um decréscimo de 584 (-4.8%).

## Geografia
De acordo com o United States Census Bureau tem uma área de 11,4 km², dos quais 11,4 km² cobertos por terra e 0,0 km² cobertos por água.

## Localidades na vizinhança
O diagrama seguinte representa as localidades num raio de 8 km ao redor de Brown Deer. 